# North Santee
North Santee es un área no incorporada ubicada del condado de Georgetown en el estado estadounidense de Carolina del Sur. 
Está ubicado al sur de Georgetown en Ruta 17 de EE. UU. en el río Santees. Thomas Lynch, Jr. nació aquí en los alrededores Santee el norte en la casa Hopsewee.